# Шпицбергенская подводная кабельная система
Шпицбергенская подводная кабельная система (норв. Svalbard Undersjøiske Kabel System) — две ветки подводного кабеля по 1400 км, соединяющего коммуну Харстад с архипелагом Шпицберген. Официальное открытие состоялось 1 февраля 2004 года. Систему обслуживает крупнейшая в стране норвежская телекоммуникационная компания Telenor. Основные пользователи системы NASA, Министерство обороны США, Европейское космическое агентство, Свальбардский международный университет и другие.
Кабельная система была построена в 2003 году компанией Tyco по заказу «Норвежского Космического Центра». Научно-исследовательская станция на Шпицбергене стала важной точкой сбора информации со спутников Национального управления океанических и атмосферных исследований и является частью системы наземных станций «Шведского института космической физики», расположенных в Тромсё.

## Технология
Система состоит из двух независимых друг от друга оптических сегментов, каждый из которых содержит 20 репитеров, находящихся под водой.
| Расстояние между                           | Расстояние между   |
| Шпицберген — Брейвика                      | Брейвика — Харстад |
| ------------------------------------------ | ------------------ |
| Сегмент 1 — 1 375 км (172 км — под землёй) | Сегмент 1a — 61 км |
| Сегмент 2 — 1 339 км (173 км — под землёй) | Сегмент 2a — 74 км |

Максимальная пропускная способность системы составляет 2500 Гбит/с. В настоящий момент используется только 1 из 8 пар с пропускной способностью 10 Гбит/с.
Кабельная система имеет три станции наземного обслуживания:
- Платобергет, Шпицберген
- Брейвика, Аннёй
- Харстад, Тромс